# Modersmålskredsen
Modersmålskredsen är en i Danmark verksam sammanslutning, som förenas kring kärleken till modersmålet och som önskar stärka och utveckla det danska språket såväl som den nordiska språkgemenskapen, som Modersmålskredsen uppfattar som en omistlig del av kulturarvet.
Modersmålskredsen är bekymrad över förlusten av språkliga användningsområden (så kallade domänförluster) och den anglifiering (förengelskandet) av ordförrådet, som man menar sig bevittna. Därutöver förhåller man sig kritisk til den danska man möter i offentligheten och som många anser lämna mycket i övrigt att önska vad gäller språkriktighet, välklang och vältalighet.
Modersmålskredsens webbplats innehåller upplysande artiklar och debattinlägg av äldre och nyare ursprung. Källförteckningen Dansk tunge (också den på webbplatsen) belyser olika tiders språksyn i form av texter och textutdrag från en lång rad författare, diktare och språkmänniskor. 
Kretsen utger tidskriften Budstikken. Nyt om dansk-nordisk sprog og sprogrøgt fyra gånger om året, med artiklar om språk, språkvård och språkpolitik på de tre skandinaviska språken.